# 松浦氏
松浦氏是日本的一个氏族，曾经是武家、华族。在镰仓幕府和室町幕府时期，组建了控制长崎北部海域的水军组织松浦党。在室町幕府时期分为相神浦、平户两支，后在平户松浦家的松浦隆信统治时期两支再次合并。在江户时代，该家族统治着平户藩，位于今日的长崎县北部，石高为61000石。1689年，松浦家26代当主松浦重信将10000石领地给予次子松浦昌，建立平户新田藩（即后来的植松藩）。至明治维新时，末代平户藩主松浦诠和末代平户新田藩主松浦靖均名列大名（诸侯）华族，爵位分别是伯爵和子爵。

## 家族起源
根据平户地区的乡土志记载，松浦氏起源于嵯峨天皇的第十二位皇子源融。他的八世孙渡边久被封为肥前守，居住于松浦郡，留居于此地的子孙便改姓松浦。

## 镰仓到室町时期的松浦家
在镰仓时代，松浦氏同其他本地的氏族建立号称松浦党的本地组织。该组织曾大规模劫掠朝鲜海岸 ，许多倭寇亦来自于此地，但他们同时也与朝鲜和中国进行勘合贸易。在12世纪的元日战争时期，松浦家同九州的其他武家一同参与防守在防守战中死伤惨重，其根据地平户也遭严重破坏。
在这一时间段，松浦氏分为相神浦和平户两个支系。在南北朝时期，平户松浦氏的第15代当主松浦定在战场上表现勇猛，得到了“鬼八郎“的绰号，但由于其在动乱中站在南朝一方，南北合一后他被迫将家督的位置交给他的弟弟、站在北朝一方的松浦胜。松浦氏在室町时期深得足利幕府的信任，在1437年得到了足利义教所赐予的“赤乌帽子”头衔。在嘉吉之乱中，松浦氏响应幕府号召出兵，并在攻破赤松氏居城白旗城的战役中立功。

## 战国时期的松浦家
自15世纪中叶开始，平户松浦氏开始向周边扩张，第22代家主松浦丰久征服了数个周围的小势力，并将自己的几个儿子安排进被征服的家族作为养子。第23代家主松浦正时期，由于对御厨氏领地的继承纠纷，松浦正与邻近领主田平昌之间的矛盾愈演愈烈，最终在1491年，有马贵纯、少贰政资、大村纯伊和松浦守政等支持田平昌的大名的联军攻击了松浦正。虽然其一度丢失了居城白狐山城，但由于大内义兴派军增援，最终反败为胜。
战后，松浦正得到了此时大内氏家主、大内义兴的父亲大内政弘的偏讳，改名为松浦弘定。之后，平户松浦氏继续作为大内义兴在九州地区的盟友，参与了灭亡少贰氏的战役，并在大内家的帮助下压制了相神浦松浦家，夺回了被有马贵纯占据的平户。但由于松浦弘定没有子嗣，他死后平户松浦家由松浦弘定的侄子、松浦丰久的长子志佐纯元之子松浦与信继承。在松浦与信时期，平户松浦氏和大内氏的联盟关系进一步强化。
1543年，松浦与信去世，此时家督继承人、1529年所生的松浦隆信仍未成年，在家臣的辅佐下得以顺利继位。 1563年，趁相神浦松浦氏的盟友大村纯忠和有马义纯无暇支援时，松浦隆信全军出动攻击相神浦松浦氏。相神浦一方在战争中始终处于下风，于1566年在龙造寺隆信的调解下相神浦松浦氏当主松浦亲隐居，并收松浦隆信的三子为养子。此后，松浦隆信整合了原先从属于相神浦家的诸侯（上松浦党）。。至此，相神浦、平户两个分支正式统一。
1568年，松浦隆信的长子镇信元服，隆信随即隐居。松浦镇信在位期间，多次击退龙造寺氏与大友氏等临近强敌的入侵，并同丰臣秀吉有良好的关系，在九州征伐时与其共同作战。战后，松浦氏的领地得以全部保留。在1592-1597年的文禄·庆长之役中松浦镇信在小西行长的第一军团中参与作战。
1600年，关原之战前夕松浦镇信同邻近的大村喜前、五岛玄雅和有马晴信等大名在商讨后决议加入德川家康领导的东军，战后本领安堵。

## 江户时期的松浦家
松浦家在江户时代为平户藩藩主，松浦镇信为首任藩主。
1638年岛原之乱爆发，时任藩主松浦重信同其他九州的藩主一起携本藩的部队参与了警戒和镇压作战
1641年，江户幕府强制关闭了平户的荷兰商馆，此后松浦氏的财政收入锐减，藩主松浦重信推行了一系列以农业和养殖业为主的产业改革来重振经济，效果显著。
1704-07年，松浦氏重建了在1613年毁于火灾的居城平户城。
明治维新时期，松浦氏的思潮由佐幕逐渐转向倒幕和门户开放，最终在1868年的鸟羽伏见之战后彻底转向倒幕。此役后，平户藩的末代藩主松浦诠前往京都表示归顺新政府，后在贵族院担任议员。